# En shopaholics bekännelser
En shopaholics bekännelser (originaltitel: Confessions of a Shopaholic) är en amerikansk romantisk komedifilm från 2008. Regisserades av P.J. Hogan. Filmen är baserad på boken En shopaholics bekännelser av Sophie Kinsella. Filmen hade biopremiär i Sverige den 20 mars 2009 och släpptes på DVD den 12 augusti 2009. Filmen är barntillåten.

## Handling
Rebecca Bloomwood (Isla Fisher) handlar en massa modekläder, och kan inte sluta. Hon har alltid velat jobba på modetidningen "Alette", men hamnar istället på ekonomitidskriften "Successful saving". Där blir hon en framgångsrik journalist under namnet: The girl in the green scarf (flickan i den gröna scarfen). Men kommer hon någon gång att få komma in på Alette? Eller få alla sina skulder betalda?

## Tagline
Ett nytt jobb? Gärna. En ny man? Kanske. En ny handväska? Absolut!

## Rollista (i urval)
- Rebecca "Becky" Bloomwood - Isla Fisher
- Luke Brandon - Hugh Dancy
- Suze - Krysten Ritter
- Graham Bloomwood - John Goodman
- Jane Bloomwood - Joan Cusack
- Alette Naylor - Kristin Scott Thomas
- Alicia Billington - Leslie Bibb
- Hayley - Julie Hagerty

## Soundtrack
Soundtracket till En shopaholics bekännelser släpptes som album den 17 februari 2009 av Hollywood Records.
| Nr           | Titel                       | Artist                         | Längd |
| ------------ | --------------------------- | ------------------------------ | ----- |
| 1.           | Accessory                   | Jordyn Taylor                  | 3:06  |
| 2.           | Fashion                     | Lady Gaga                      | 2:51  |
| 3.           | Blue Jeans                  | Jessie James and the Odd Balls | 3:56  |
| 4.           | Uncontrollable              | Adrienne Bailon                | 3:30  |
| 5.           | Calling You                 | Kat DeLuna                     | 3:20  |
| 6.           | Stuck with Each Other       | Akon, Shontelle                | 3:20  |
| 7.           | Unstoppable                 | Kat DeLuna                     | 3:49  |
| 8.           | Big Spender                 | Bailon                         | 3:49  |
| 9.           | Bad Girl                    | The Pussycat Dolls             | 2:27  |
| 10.          | Again                       | Natasha Bedingfield            | 3:57  |
| 11.          | Takes Time to Love          | Trey Songz                     | 2:45  |
| 12.          | Girls Just Want to Have Fun | Greg Laswell                   | 2:37  |
| 13.          | Don't Forget Me             | Macy Gray                      | 2:37  |
| 14.          | Shopaholic Suite            | James Newton Howard            | 4:40  |
| Total längd: | Total längd:                | Total längd:                   | 46:44 |